# Kasimir von Gravenreuth
Kasimir, Freiherr von Gravenreuth, seit 1825 Graf von Gravenreuth (* 15. Februar 1786 in Stenay; † 22. Oktober 1865 in Regensburg) war ein bayerischer Generalleutnant.

## Herkunft und Familie
Karl Ludwig Kasimir, Freiherr (1825 Graf) von Gravenreuth, wurde am 15. Februar 1786 in Stenay in Lothringen als achtes Kind des in französischen Diensten stehenden Kavallerieobersten Wilhelm Freiherr von Gravenreuth auf Weichenried (1738–1790) und dessen Gemahlin Marie Catherine Victoire de La Roue († 1793) geboren. Sein ältester Bruder war der Diplomat und Minister Karl Ernst von Gravenreuth (1771–1826), der 1825 für seine zahlreichen Verdienste in den bayerischen Grafenstand erhoben wurde. In die Standeserhöhung eingeschlossen waren neben Kasimir von Gravenreuth auch zwei in der öffentlichen Bekanntmachung namentlich genannte Schwestern, Marie Charlotte und Marie Elisabeth Josephine Sophie. Ein weiterer Bruder, Franz von Gravenreuth, war als Major und Generalstabsoffizier im Russlandfeldzug 1812 gefallen.

## Militärische Karriere
Nachdem die Witwe nach dem Tod des Vaters mit den Kindern 1793 vor der Französischen Revolution nach Burglengenfeld, in die oberpfälzische Heimat des Vaters, ausgewichen war, trat Kasimir am 13. Juni 1799 – die Mutter war am 16. Mai gestorben –  als (überzähliger) Zögling in die kurfürstliche Militärakademie in München ein. Den Platz dort hatte ihm die persönliche Verfügung des Kurfürsten Max Joseph (1806 König Max I. Joseph) verschafft. Nach dem Abschluss der Akademie 1802 wurde er als Unterleutnant à la suite gestellt und der bayerischen Gesandtschaft in Wien beigegeben, wo sein älterer Bruder Karl damals Gesandter war.
Am 19. August 1803 kam Gravenreuth als Unterleutnant in das bayerische Artillerieregiment und wurde im selben Jahr auch Ritter der von Kurfürst Karl Theodor gegründeten bayerischen Zunge des Malteserordens. 1805 machte er den Feldzug gegen Österreich mit (Dritter Koalitionskrieg). Am 24. September 1806 erfolgte seine Beförderung zum Oberleutnant. Im selben Jahr übernahm er mit Hauptmann Karl Tausch, Oberleutnant Karl Caspers und Leutnant Karl von Widnmann die von Napoleon im Wiener Zeughaus geplünderte und Bayern geschenkte Wurstbatterie (Kavalleriebatterie).
Am Feldzug 1806/7 gegen Preußen (Vierter Koalitionskrieg) nahm er als Offizier in der leichten Batterie „Caspers“ teil, die sich bei der Beschießung der Festung Glogau sehr hervortat. Gemeinsam mit Caspers erhielt er dafür am 5. März 1807 (Armeebefehl vom 31. März) den Orden der französischen Ehrenlegion (Glogau war am 3. Dezember 1806 in die Hände der Franzosen gefallen). Bei einem Entsatzversuch der belagerten schlesischen Festung Breslau durch die Preußen zeichnete er sich bei Oldatschin am 30. Dezember 1806 erneut durch Entschlossenheit und geschickte Verwendung seiner Geschütze aus und wurde durch Armeebefehl vom 18. Januar 1807 belobt. Ebenso bot ihm der Feldzug 1809 gegen Österreich und in Tirol mehrere Gelegenheiten zur Auszeichnung. Im Armeebefehl vom 1. Juni 1809 wurde Gravenreuths herausragender Einsatz erneut besonders belobt und im Armeebefehl vom 3. September 1809 wurde er „wegen der Auszeichnung in der Affaire von Oldatschin 1806 und der Einnahme von Schwaz am 16. Mai 1809“ zum Ritter des Militär-Max-Joseph-Ordens ernannt. Am 18. Mai 1812 zum Hauptmann befördert, nahm er als Batteriekommandant am Russlandfeldzug 1812 teil. Auch dort zeichnete er sich mehrfach aus und wurde belobt, musste aber beim Rückzug über den vereisten Berg Ponary (bei Wilna) seine Geschütze zurücklassen.
Nach Bayern zurückgekehrt, wurde Gravenreuth mit Datum 6. März 1813 auf Nachsuchen als Rittmeister zum 5. Chevaulegers-Regimente versetzt und machte als solcher die Feldzüge 1813 und 1814 mit (Befreiungskriege). Der Armeebefehl vom 7. März 1814 rühmt abermals seine Bravour anlässlich einer Erkundung gegen Nangis. Obwohl hierbei durch eine Pistolenkugel am Oberschenkel verwundet, verließ er seine Eskadron nicht. Am 19. März 1815 zum Major im 1. Husaren-Regiment befördert, nahm er mit diesem am Feldzug 1815 gegen Frankreich teil. Am 5. September 1817 wurde er zum Garde-du-Corps-Regiment versetzt.
Im Juli 1825 gemeinsam mit seinem Bruder in den Grafenstand erhoben, wurde er im selben Jahr königlicher Kämmerer. Am 9. Oktober 1825 zum Oberstleutnant im 4. Chevaulegers-Regiment befördert, erhielt er am 30. Dezember 1836 als Oberst das Kommando über das 2. Chevaulegers-Regiment. Am 21. August 1841 wurde ihm die nachgesuchte Entlassung unter Charakterisierung als Generalmajor bewilligt, mit den von König Ludwig I. eigenhändig beigefügten Worten „Mit Bezeigung Meines Wohlgefallens mit seiner ausgezeichneten Dienstleistung und daß sein Austritt aus Meinem Heere ein wahrer Verlust für dasselbe ist.“
Gravenreuth lebte von nun an in Regensburg, wo er am 22. Oktober 1865 starb. Als König Max II. im September 1858 das Lager bei Regensburg besuchte, ernannte er persönlich am 16. September Gravenreuth zum Generalleutnant à la suite. König Ludwig II. übersandt ihm am 21. September 1865 mit Rücksicht auf die als Offizier und königlicher Kämmerer ehrenvoll zurückgelegte 50-jährige Dienstzeit das Ehrenkreuz des Ludwig-Ordens.
Gravenreuths Tagebuchaufzeichnungen aus dem Russlandfeldzug wurden 2019 von Marian von Gravenreuth und Suzane von Seckendorff herausgegeben.